# Hemiercus proximus
Hemiercus proximus är en spindelart som beskrevs av Cândido Firmino de Mello-Leitão 1923. 
Hemiercus proximus ingår i släktet Hemiercus och familjen fågelspindlar. Inga underarter finns listade i Catalogue of Life.